# Чемпионат СССР по лёгкой атлетике 1978
Чемпионат СССР по лёгкой атлетике 1978 года проходил с 15 по 18 сентября в Тбилиси на Республиканском стадионе «Динамо». Столица Грузии принимала национальное первенство в третий раз в истории (до этого — в 1955 и 1961 годах). На протяжении четырёх дней было разыграно 40 комплектов медалей.
Соревнования состоялись в конце летнего сезона, менее чем через две недели после завершения главного старта в 1978 году — чемпионата Европы в Праге. Тем не менее, большинство членов сборной СССР, в том числе новоиспечённые победители и призёры континентального первенства, вышли на старт в Тбилиси.
В программе чемпионата СССР впервые были проведены эстафеты 4×200 и 4×800 метров среди мужчин и женщин.
Из 32 индивидуальных дисциплин, проведённых на национальном первенстве, только в трёх действующие чемпионы защитили свои титулы, добытые в 1977 году: 400 метров с барьерами (Василий Архипенко), прыжок в высоту (Александр Григорьев) и толкание ядра (Светлана Крачевская). Архипенко и Григорьев показали в своих видах лучшие результаты в истории чемпионатов СССР: 49,09 и 2,26 м соответственно.
Татьяна Зеленцова, которая двумя неделями ранее выиграла чемпионат Европы в беге на 400 метров с барьерами с новым мировым рекордом (54,89), вновь была близка к своему достижению — 54,96. В 1978 году она стала первой женщиной в истории, преодолевшей 55-секундный рубеж в этой относительно новой дисциплине лёгкой атлетики.
Подтвердила свой класс и прыгунья в длину Вильгельмина Бардаускене. Ранее в сезоне она тоже выиграла чемпионат Европы и установила два мировых рекорда (7,07 м и 7,09 м). Для уверенной победы в Тбилиси ей хватило попытки на 6,82 м.
Бронзовый призёр чемпионата Европы на дистанции 100 метров Владимир Игнатенко закрепил свой успех тремя победами на чемпионате Советского Союза: двумя индивидуальными (100 и 200 метров) и одной командной в эстафете 4×200 метров.
19-летний Андрей Прокофьев стал чемпионом СССР в беге на 110 метров с барьерами с новым рекордом страны среди юниоров — 13,77.
Виктор Санеев завоевал восьмую золотую медаль летних чемпионатов страны в тройном прыжке. Первого успеха 32-летний трёхкратный олимпийский чемпион достиг десятью годами ранее, в 1968-м.
В течение 1978 года в различных городах были проведены также чемпионаты СССР в отдельных дисциплинах лёгкой атлетики:
- 2 марта — чемпионат СССР по кроссу (Тирасполь)
- 23 апреля — чемпионат СССР по кроссу (Алма-Ата)
- 25 июня — чемпионаты СССР по марафону и ходьбе на 50 км (Москва)
- 29—30 июля — чемпионат СССР по многоборьям (Донецк)

## Призёры

### Мужчины
| Дисциплина             | Золото                                                                                       | Золото    | Серебро                                                                                 | Серебро   | Бронза                                                                                   | Бронза      |
| ---------------------- | -------------------------------------------------------------------------------------------- | --------- | --------------------------------------------------------------------------------------- | --------- | ---------------------------------------------------------------------------------------- | ----------- |
| 100 м                  | Владимир Игнатенко Украинская ССР Нежин                                                      | 10,31     | Александр Аксинин Ленинград                                                             | 10,37     | Сергей Владимирцев Туркменская ССР Ашхабад РСФСР Московская область                      | 10,56       |
| 200 м                  | Владимир Игнатенко Украинская ССР Нежин                                                      | 20,85     | Юрий Науменко Ленинград                                                                 | 21,07     | Геннадий Органов Эстонская ССР Тарту                                                     | 21,07       |
| 400 м                  | Вячеслав Доценко РСФСР Ростов-на-Дону                                                        | 46,34     | Владимир Евстюнин Украинская ССР Одесса                                                 | 46,69     | Владимир Белоконь Украинская ССР Киев                                                    | 46,77       |
| 800 м                  | Николай Киров Белорусская ССР Гомель                                                         | 1.46,3    | Николай Широков РСФСР Магнитогорск                                                      | 1.46,9    | Владимир Малоземлин РСФСР Тольятти                                                       | 1.47,5      |
| 1500 м                 | Валерий Абрамов РСФСР Архангельск                                                            | 3.38,6    | Анатолий Мамонтов Молдавская ССР Кишинёв                                                | 3.39,1    | Валерий Торопов Ленинград                                                                | 3.39,7      |
| 5000 м                 | Александр Федоткин Белорусская ССР Минск                                                     | 13.30,7   | Энн Селлик Эстонская ССР Тарту                                                          | 13.43,2   | Валентин Зотов Белорусская ССР Минск                                                     | 13.43,6     |
| 10 000 м               | Анатолий Бадранков Казахская ССР Алма-Ата                                                    | 28.54,0   | Иван Парлуй РСФСР Смоленск                                                              | 29.04,5   | Василий Николаев Молдавская ССР Кишинёв                                                  | 29.05,0     |
| 3000 м с препятствиями | Владимир Филонов РСФСР Московская область                                                    | 8.35,9    | Анатолий Димов РСФСР Московская область                                                 | 8.37,0    | Владимир Лисовский Ленинград                                                             | 8.37,2      |
| 110 м с барьерами      | Андрей Прокофьев РСФСР Свердловск                                                            | 13,77     | Юрий Черванёв Белорусская ССР Минск                                                     | 13,98     | Александр Пучков Ленинград                                                               | 14,11       |
| 400 м с барьерами      | Василий Архипенко Украинская ССР Донецк                                                      | 49,09     | Дмитрий Стукалов Москва                                                                 | 49,70     | Олег Булаткин Белорусская ССР Минск                                                      | 50,38       |
| Прыжок в высоту        | Александр Григорьев Белорусская ССР Минск                                                    | 2,26 м    | Станислав Молотилов РСФСР Московская область                                            | 2,24 м    | Владимир Киба Украинская ССР Киев                                                        | 2,22 м      |
| Прыжок с шестом        | Евгений Тананика Украинская ССР Харьков                                                      | 5,50 м    | Владимир Кишкун Ленинград                                                               | 5,45 м    | Александр Долгов РСФСР Ростов-на-Дону                                                    | 5,40 м      |
| Прыжок в длину         | Владимир Цепелёв Азербайджанская ССР Баку                                                    | 8,03 м    | Виктор Бельский Белорусская ССР Минск                                                   | 7,90 м    | Валерий Подлужный Украинская ССР Донецк                                                  | 7,86 м      |
| Тройной прыжок         | Виктор Санеев Грузинская ССР Тбилиси                                                         | 17,03 м   | Геннадий Валюкевич Белорусская ССР Минск                                                | 16,94 м   | Яак Уудмяэ Эстонская ССР Тарту                                                           | 16,80 м     |
| Толкание ядра          | Александр Барышников Ленинград                                                               | 20,55 м   | Александр Носенко Украинская ССР Киев                                                   | 20,10 м   | Анатолий Ярош [a] Украинская ССР Ворошиловград                                           | 19,98 м [a] |
| Метание диска          | Игорь Дугинец Украинская ССР Одесса                                                          | 62,26 м   | Виктор Ращупкин Ленинград                                                               | 62,02 м   | Владимир Раев Москва                                                                     | 60,76 м     |
| Метание молота         | Юрий Седых Украинская ССР Киев                                                               | 77,00 м   | Борис Зайчук Москва                                                                     | 74,87 м   | Алексей Спиридонов Ленинград                                                             | 74,68 м     |
| Метание копья          | Александр Зайцев РСФСР Ростов-на-Дону                                                        | 84,90 м   | Анатолий Жеребцов Украинская ССР Одесса                                                 | 80,08 м   | Алексей Чупилко [a] Украинская ССР Харьков                                               | 79,22 м [a] |
| Ходьба на 20 км        | Виктор Семёнов РСФСР Чебоксары                                                               | 1:27.15,2 | Карлис Апаляйс РСФСР Московская область                                                 | 1:27.34,4 | Евгений Евсюков РСФСР Сочи                                                               | 1:27.49,8   |
| Эстафета 4×100 м       | Ленинград Евгений Ковалёв Александр Аксинин Юрий Науменко Анатолий Пискулин                  | 40,37     | Украинская ССР · Валерий Бодров · Виктор Павленко · Валентин Цехович · Анатолий Соломко | 40,53     | Узбекская ССР · Михаил Бобырин · Александр Рубинштейн · Владимир Здобнов · Пётр Воробьёв | 40,72       |
| Эстафета 4×200 м       | Украинская ССР · Сергей Голиус · Алексей Голоурный · Владимир Бронников · Владимир Игнатенко | 1.22,9    | РСФСР · Андрей Прокофьев · Александр Стасевич · Виктор Маркин · Анатолий Литвинов       | 1.23,2    | Белорусская ССР · Владимир Боровик · Игорь Бурель · Виктор Старовойтов · Виктор Хихол    | 1.25,3      |
| Эстафета 4×400 м       | Украинская ССР · Владимир Евстюнин · Павел Рощин · Владимир Белоконь · Василий Архипенко     | 3.06,7    | РСФСР · Юрий Козлов · Вячеслав Доценко · Валерий Юрченко · Владимир Смородин            | 3.06,9    | Москва Михаил Линге Павел Литовченко Леонид Королёв Дмитрий Стукалов                     | 3.07,3      |
| Эстафета 4×800 м       | РСФСР · Владимир Малоземлин · Виктор Белоскоков · Николай Широков · Валерий Абрамов          | 7.13,2    | Ленинград Сергей Чирков Андрей Абульян Владимир Шеронов Валерий Торопов                 | 7.14,2    | Белорусская ССР · Алексей Налётов · Павел Трощило · Владимир Подоляко · Николай Киров    | 7.14,4      |

a  Допинг-пробы советских участников чемпионата Европы 1978 года Евгения Миронова (толкание ядра) и Василия Ершова (метание копья), взятые после завершения соревнований, дали положительный результат на наличие в организме запрещённых веществ. Решением совета ИААФ от 28 апреля 1979 года спортсмены были дисквалифицированы на 18 месяцев. Их результаты на чемпионате Европы — 1978, а также на соревнованиях, проведённых после, были аннулированы, в том числе на чемпионате СССР: третье место Миронова в толкании ядра (20,03 м) и третье место Ершова в метании копья (79,72 м).

### Женщины
| Дисциплина        | Золото                                                                                 | Золото  | Серебро                                                                         | Серебро | Бронза                                                                                          | Бронза  |
| ----------------- | -------------------------------------------------------------------------------------- | ------- | ------------------------------------------------------------------------------- | ------- | ----------------------------------------------------------------------------------------------- | ------- |
| 100 м             | Людмила Сторожкова Москва                                                              | 11,28   | Вера Анисимова Москва                                                           | 11,37   | Вера Комисова Ленинград                                                                         | 11,77   |
| 200 м             | Людмила Маслакова Москва                                                               | 22,62   | Вера Анисимова Москва                                                           | 23,03   | Ирина Галченкова Москва                                                                         | 23,86   |
| 400 м             | Мария Кульчунова Украинская ССР Киев Киргизская ССР Фрунзе                             | 50,84   | Татьяна Пророченко Украинская ССР Запорожье                                     | 51,13   | Надежда Мушта РСФСР Брянск                                                                      | 51,59   |
| 800 м             | Татьяна Провидохина Ленинград                                                          | 1.57,6  | Людмила Веселкова Ленинград                                                     | 1.57,8  | Светлана Стыркина Москва                                                                        | 1.58,0  |
| 1500 м            | Ольга Двирна Ленинград                                                                 | 4.02,8  | Зоя Ригель РСФСР Владивосток                                                    | 4.03,9  | Замира Зайцева Узбекская ССР Андижан                                                            | 4.05,0  |
| 3000 м            | Светлана Ульмасова Узбекская ССР Андижан                                               | 8.48,4  | Раиса Белоусова Москва                                                          | 8.48,7  | Светлана Гуськова Молдавская ССР Тирасполь                                                      | 8.48,8  |
| 100 м с барьерами | Татьяна Анисимова Ленинград                                                            | 12,83   | Нина Моргулина РСФСР Краснодар                                                  | 12,83   | Вера Комисова Ленинград                                                                         | 13,41   |
| 400 м с барьерами | Татьяна Зеленцова Москва                                                               | 54,96   | Марина Макеева РСФСР Брянск                                                     | 56,44   | Татьяна Зубова Украинская ССР Киев                                                              | 56,97   |
| Прыжок в высоту   | Светлана Иванченко РСФСР Иваново                                                       | 1,88 м  | Галина Филатова Москва                                                          | 1,86 м  | Валентина Ахраменко Белорусская ССР Минск                                                       | 1,84 м  |
| Прыжок в длину    | Вильгельмина Бардаускене Литовская ССР Вильнюс                                         | 6,82 м  | Анита Стукане Латвийская ССР Рига                                               | 6,66 м  | Ирина Тимофеева РСФСР Куйбышев                                                                  | 6,41 м  |
| Толкание ядра     | Светлана Крачевская Москва                                                             | 20,70 м | Тамара Буфетова Москва                                                          | 19,44 м | Нина Исаева РСФСР Московская область                                                            | 19,22 м |
| Метание диска     | Наталья Горбачёва Ленинград                                                            | 64,44 м | Татьяна Бережная Москва                                                         | 63,02 м | Светлана Петрова Белорусская ССР Брест                                                          | 61,32 м |
| Метание копья     | Саида Гунба Грузинская ССР Тбилиси                                                     | 59,04 м | Зита Янкунайте Литовская ССР Каунас                                             | 57,64 м | Нина Никанорова Ленинград                                                                       | 56,88 м |
| Эстафета 4×100 м  | Москва Майя Жамалетдинова Людмила Маслакова Вера Анисимова Людмила Сторожкова          | 44,41   | РСФСР · Ирина Тимофеева · Ольга Богданцева · Елена Кельчевская · Нина Моргулина | 45,01   | Белорусская ССР · Наталья Кожарнович · Ганна Устинович · Людмила Юрковец · Александра Синякевич | 46,28   |
| Эстафета 4×200 м  | Ленинград Валентина Просяная Вера Комисова Марина Сидорова Татьяна Анисимова           | 1.33,9  | Москва Ирина Галченкова Тамара Чубакова Вера Грачёва Ирина Багрянцева           | 1.34,0  | Латвийская ССР · Марите Аренте · Астрида Шмерлиня · Марите Лусе · Ингрида Баркане               | 1.35,8  |
| Эстафета 4×400 м  | Украинская ССР · Наталья Цирук · Нина Зюськова · Мария Кульчунова · Татьяна Пророченко | 3.30,1  | РСФСР · Надежда Клещенко · Людмила Зенина · Надежда Алдошина · Марина Макеева   | 3.32,7  | Ленинград Татьяна Савченко Елена Захарова Ольга Тихомирова Надежда Бардешова                    | 3.41,7  |
| Эстафета 4×800 м  | Ленинград Татьяна Провидохина Людмила Веселкова Ольга Двирна Наталья Кузнецова         | 8.01,9  | РСФСР · Нина Ковылина · Валентина Ильиных · Зоя Ригель · Гиана Романова         | 8.02,0  | Москва Галина Киреева Раиса Белоусова Татьяна Зеленцова Светлана Стыркина                       | 8.12,5  |

## Чемпионат СССР по кроссу
Чемпионат СССР по кроссу 1978 года прошёл 2 марта в Тирасполе, Молдавская ССР.

### Мужчины
| Дисциплина  | Золото                                  | Золото  | Серебро                                 | Серебро | Бронза                                | Бронза  |
| ----------- | --------------------------------------- | ------- | --------------------------------------- | ------- | ------------------------------------- | ------- |
| Кросс 8 км  | Александр Антипов Литовская ССР Вильнюс | 24.27,0 | Энн Селлик Эстонская ССР Тарту          | 24.36,3 | Михаил Улымов РСФСР Волгоград         | 24.44,6 |
| Кросс 14 км | Юрий Михайлов РСФСР Московская область  | 44.29,7 | Владимир Пешехонов РСФСР Южно-Сахалинск | 44.40,4 | Иван Ковальчук Украинская ССР Винница | 44.43,0 |

### Женщины
| Дисциплина | Золото                             | Золото  | Серебро                            | Серебро | Бронза                                   | Бронза  |
| ---------- | ---------------------------------- | ------- | ---------------------------------- | ------- | ---------------------------------------- | ------- |
| Кросс 3 км | Валентина Ильиных РСФСР Свердловск | 11.17,9 | Раиса Садрейдинова РСФСР Ульяновск | 11.19,6 | Вера Осипова РСФСР Воронеж               | 11.22,9 |
| Кросс 5 км | Нина Шнырикова РСФСР Красноярск    | 18.11,0 | Елена Чернышёва Москва             | 18.14,0 | Светлана Ульмасова Узбекская ССР Андижан | 18.14,9 |

## Чемпионат СССР по кроссу
23 апреля 1978 года в финале XVII Всесоюзного кросса на призы газеты «Правда» были разыграны медали чемпионата СССР на дистанциях 12 км у мужчин и 2 км у женщин. Соревнования прошли в Алма-Ате на Республиканском ипподроме.

### Мужчины
| Дисциплина  | Золото                        | Золото  | Серебро                                   | Серебро | Бронза                                    | Бронза  |
| ----------- | ----------------------------- | ------- | ----------------------------------------- | ------- | ----------------------------------------- | ------- |
| Кросс 12 км | Леонид Мосеев РСФСР Челябинск | 36.26,4 | Анатолий Бадранков Казахская ССР Алма-Ата | 36.28,0 | Виктор Балашов Украинская ССР Хмельницкий | 36.45,6 |

### Женщины
| Дисциплина | Золото                        | Золото | Серебро                      | Серебро | Бронза                         | Бронза |
| ---------- | ----------------------------- | ------ | ---------------------------- | ------- | ------------------------------ | ------ |
| Кросс 2 км | Ольга Кренцер РСФСР Волгоград | 6.30,0 | Зоя Ригель РСФСР Владивосток | 6.31,0  | Татьяна Механошина РСФСР Пермь | 6.31,9 |

## Чемпионаты СССР по марафону и ходьбе на 50 км
Чемпионаты СССР по марафону и спортивной ходьбе на 50 км состоялись 25 июня 1978 года в Москве.

### Мужчины
| Дисциплина      | Золото                             | Золото    | Серебро                               | Серебро   | Бронза                     | Бронза    |
| --------------- | ---------------------------------- | --------- | ------------------------------------- | --------- | -------------------------- | --------- |
| Марафон         | Юрий Лаптев Казахская ССР Алма-Ата | 2:16.48,5 | Николай Пензин Казахская ССР Алма-Ата | 2:17.05,8 | Виктор Зубов РСФСР Пермь   | 2:17.21,8 |
| Ходьба на 50 км | Отто Барч Киргизская ССР Фрунзе    | 3:56.35,2 | Вячеслав Фурсов Ленинград             | 3:56.35,2 | Виктор Доровских Ленинград | 3:56.46,8 |

## Чемпионат СССР по многоборьям
Чемпионы страны в многоборьях определились 29—30 июля в Донецке на стадионе «Локомотив». Одновременно мужчины соревновались с американскими спортсменами в рамках матча СССР—США по десятиборью. Командную победу во встрече одержали советские спортсмены, а индивидуальную — Александр Гребенюк, ставший лучшим и в зачёте чемпионата страны (второй год подряд). Для чемпионки в пятиборье Надежды Ткаченко этот титул стал четвёртым в карьере.

### Мужчины
| Дисциплина   | Золото                              | Золото           | Серебро                     | Серебро          | Бронза                                | Бронза            |
| ------------ | ----------------------------------- | ---------------- | --------------------------- | ---------------- | ------------------------------------- | ----------------- |
| Десятиборье* | Александр Гребенюк РСФСР Ставрополь | 8161 очко (8178) | Юрий Куценко РСФСР Белгород | 8041 очко (8004) | Владимир Буряков РСФСР Ростов-на-Дону | 8009 очков (8009) |

### Женщины
| Дисциплина | Золото                                 | Золото            | Серебро                          | Серебро           | Бронза                                    | Бронза            |
| ---------- | -------------------------------------- | ----------------- | -------------------------------- | ----------------- | ----------------------------------------- | ----------------- |
| Пятиборье* | Надежда Ткаченко Украинская ССР Донецк | 4746 очков (4792) | Екатерина Смирнова РСФСР Рыбинск | 4450 очков (4465) | Екатерина Гордиенко Украинская ССР Донецк | 4418 очков (4403) |

* Для определения победителя в соревнованиях многоборцев использовалась старая система начисления очков. Пересчёт с использованием современных таблиц перевода результатов в баллы приведён в скобках.